# 大木志門
大木 志門（おおき しもん、1974年 - ）は、日本の日本近代文学研究者。東海大学教授。

## 人物・来歴
東京都小金井市出身、埼玉県さいたま市育ち。
国際基督教大学高等学校卒、1998年早稲田大学文学部哲学科卒、2012年立教大学大学院博士課程修了、「後期徳田秋聲文学の研究 「自然主義文学」の超克」で博士（文学）。2005年徳田秋聲記念館の設立に学芸員として関わり、2010年日本近代文学館学芸員、2014年山梨大学教育学部准教授、2020年東海大学文学部教授。専門は日本近現代文学。

## 著書
- 『徳田秋聲の昭和 更新される「自然主義」』（立教大学出版会） 2016.3
- 『徳田秋聲と「文学」』（鼎書房） 2021

### 編共著
- 『下萌ゆる草・オレンジエート 山田順子作品集』（編.、龜鳴屋） 2012.8
- 『谷崎と鏡花』（須田千里, 三品理絵, 外村彰, 荒井真理亜共編、おうふう） 2017.3
- 『「私」から考える文学史 私小説という視座』（井原あや, 梅澤亜由美, 大原祐治, 尾形大, 小澤純, 河野龍也, 小林洋介共編、勉誠出版） 2018.10
- 『水上勉の時代』（掛野剛史, 高橋孝次共編、田畑書店） 2019.6
- 『秋聲の家 徳田一穂作品集』（編、徳田秋聲記念館、徳田秋聲記念館文庫） 2020.12
- 『無縁の花 水上勉社会派短篇小説集』（掛野剛史, 高橋孝次共編、田畑書店） 2021.10

## 論文
- <大木志門